# Zacatecas
Zacatecas é um dos 32 estados do México, limitando-se com os estados mexicanos de Durango e Coahuila ao norte, San Luis Potosí a leste, Aguascalientes e Jalisco ao sul, e Jalisco e Durango a oeste. A sua capital é Zacatecas. Está dividido em 58 municípios.

## Demografia
O estado de Zacatecas tem 1 622 138 habitantes (est. 2020). Aproximadamente 85% da população é mestiça e 15% são brancos. No ano 2000, Zacatecas tinha a menor fração de população indígena no México: 0,3%. Somente o estado de Aguascalientes tem um número menor de povos indígenas, numerando 3 472; a cidade de Zacatecas tem 4 039 habitantes de etnias indígenas.